# تپه شیروان
تپه شیروان مربوط به دوره ساسانیان - دوران‌های تاریخی پس از اسلام است و در شهرستان سیروان، روستای سراب کلان واقع شده و این اثر در تاریخ ۲۴ شهریور ۱۳۱۰ با شمارهٔ ثبت ۴ به‌عنوان یکی از آثار ملی ایران به ثبت رسیده است.